# Bagnacavallo
Bagnacavallo (Bagnacavàl in romagnolo) è un comune italiano di 16 575 abitanti della provincia di Ravenna in Emilia-Romagna.
Il centro storico si distingue per caratteristica struttura medievale, con vie e piazze porticate come Piazza Nuova e diversi edifici tra cui il Castellaccio (o Palazzo Papini), la Torre Civica, il Convento di San Francesco e la Collegiata di San Michele Arcangelo. 
Degli eventi ricorrenti sono menzionabili la Festa di San Michele, che si tiene ogni settembre, e la Sagra delle Erbe Palustri nella frazione di Villanova.
Tra le aree naturali vi è il «Podere Pantaleone», oasi protetta che conserva la biodiversità caratteristica della Pianura Padana.  Ad un km ad ovest dal centro abitato si trova la millenaria Pieve di San Pietro in Sylvis.

## Storia

### Alto Medioevo
Nell'Alto Medioevo, Bagnacavallo era detta castrum Tiberiacum (Anastasio Bibliotecario, anno 756). Il castrum aveva una funzione strategica: faceva parte della linea difensiva realizzata dai bizantini a difesa del confine con il territorio dei Longobardi. Insieme a Bagnacavallo, anche i vicini centri altomedievali di San Potito, San Biagio e Villa Cornete, hanno la stessa origine.
Il territorio circostante era in larga parte occupato da aree incolte, boschive e paludose (Lugo non esisteva): i pochi documenti scritti del tempo citano infatti una magnum forestum. Nel VII secolo sorse la Pieve di San Pietro in Sylvis: il nome attesta che l'edificio fu costruito al limitare di una selva. L'esistenza di una delle pievi più antiche del territorio testimonia l'antichità dell'insediamento bagnacavallese. Nel 744 il re longobardo Liutprando donò al vescovo di Faenza duecento ettari nella magnum forestum. Bagnacavallo, che ancora oggi si trova nella Diocesi faentina, sorgeva al centro di quest'area.

### Origine del nome attuale
Il termine Balneocaballum, citato nel X secolo, indicava il paleo-alveo del Senio nel tratto che corrisponde all'odierna Via Albergone. Proveniente da Cotignola, il fiume passava per il centro dell'agglomerato urbano. In sostanza, il toponimo ricorda la presenza di un guado del fiume, per attraversare il quale era necessario bagnare le cavalcature. Dopo il Mille comparve il toponimo definitivo castrum Bagnacaballi. Una decina di km a nord della città iniziava la Valle Padusa. Vi era un porto palustre che gli abitanti utilizzavano come luogo di scambio delle merci con Ferrara e Ravenna. Le merci esportate erano cereali, biade, canne palustri e vino.
A partire dai secoli IX e X avviene la riconquista del suolo. Tranne la parte settentrionale, dove permangono aree paludose poco adatte alla coltivazione, tutto il territorio è interessato all'intervento umano: 
- Viene ripristinata l'antica centuriazione romana. Gli agrimensori locali costruiscono però un reticolato con un orientamento diverso da quello antico: mentre infatti la rete faentina è orientata di 28º verso est, in loco la rete è inclinata di 14º verso est, la metà. Ciò dipende probabilmente dalle trasformazioni subite nei secoli dal territorio, soprattutto per quanto riguarda la conformazione idrografica.
- Vengono migliorati i collegamenti viari con il porto vallivo (a nord) e con Faenza (a sud). Ciò è facilitato dal fatto che, in tempi antichi, una strada rettilinea partiva da Faenza (sulla Via Emilia) e giungeva a Bagnacavallo (kardo maximus, oggi SP "Naviglio").

Per tutto l'Alto Medioevo e buona parte del Basso Medioevo (fino al XIII secolo compreso), Bagnacavallo fu il centro più importante della pianura ravennate.

### Basso Medioevo
Nell'XI secolo si ha l'affermazione signorile dei conti rurali Malvicini (o Malabocca), che domineranno Bagnacavallo fino al XIII secolo. In quest'ultimo periodo si ha un incremento edilizio ed urbanistico. Viene costruito il porto canale, a nord del centro urbano, sull'alveo dismesso del Senio. Inoltre viene eretta una torre interna all'abitato, a protezione dell'accesso principale. Tra il 1256 e il 1277 Bagnacavallo è soggetta a Bologna, che in quel periodo attraversa una fase espansiva.
Dal 1308 al 1329 Bagnacavallo è un possedimento dei conti di Cunio. Casato appartenente al campo guelfo, i Cunio fanno entrare la città tra i possessi della Santa Sede. Erigono la rocca e fanno circondare la città da un recinto e da un fossato di difesa. Nel 1329 la Chiesa concede Bagnacavallo in feudo ai Manfredi di Faenza, che ristrutturano la cinta muraria e la rocca. Bagnacavallo viene riannessa allo Stato della Chiesa quando il cardinale Albornoz riconquista tutta la Romagna (1356). All'epoca della Descriptio Romandiolae (1371), Bagnacavallo presenta il numero più alto di focularia (cioè di abitanti con capacità contributiva) di tutti i centri della bassa ravennate.
Nel 1375 il capitano di ventura Giovanni Acuto, al servizio dello Stato Pontificio, non essendo stato pagato per i servigi resi, requisisce la città come indennizzo. Sei anni dopo (1381) la vende a Niccolò II d'Este. Nel 1394 la famiglia d'Este cede Bagnacavallo ai ravennati Da Polenta, che la acquisiscono in nome della Santa Sede. Dopo un breve periodo di riconquista faentina, la cittadina è di nuovo incorporata nei domini polentani (1438) finché papa Eugenio IV la cede a Niccolò III d'Este nel 1440. I Ferraresi ingrandiscono il fossato difensivo e costruiscono una nuova cinta muraria.
Nel 1471 venne costituito il primo Monte frumentario, un luogo pubblico in cui si ammassa il grano. I contadini potevano prelevarne la quantità che serviva per la semina nei loro campi. Dopo la fine della raccolta, erano tenuti a restituire il grano, aumentato di una percentuale come interesse. Quello di Bagnacavallo fu il primo monte frumentario della pianura ravennate. Nel 1598 viene fondato anche il Monte di Pietà.

### Età moderna
L'abitato di Bagnacavallo non subisce sostanziali modifiche fino all'età napoleonica. Esauritasi la dinastia estense, dal 1598 al 1859 Bagnacavallo è inserito nella Legazione di Ferrara nello Stato Pontificio. Tra il 1606 e il 1607 fu governatore cittadino il celebre letterato marchigiano Traiano Boccalini (1556-1613). Nella seconda metà del XVIII secolo vivevano in paese circa 4.000 abitanti.
Durante la parentesi napoleonica (1796-1815) è inserita nel Dipartimento del Rubicone. Con l'annessione delle Legazioni pontificie al Regno di Sardegna (1859), il comune di Bagnacavallo viene incluso nella Provincia di Ravenna (annessione sancita con i plebisciti del 1860).

### XX e XXI secolo
Bagnacavallo diede un elevato contributo alla causa dell'Italia nella prima guerra mondiale.

Durante la seconda guerra mondiale, nel periodo dell'occupazione tedesca e della Repubblica Sociale Italiana, a Bagnacavallo trovarono temporaneo rifugio alcune famiglie di profughi ebrei provenienti da Fiume, di passaggio nel tentativo di espatriare in Svizzera. In questo impegno di solidarietà, si distinsero il cantoniere Antonio Dalla Valle e la famiglia Tambini. Il 28 aprile 1974, l'Istituto Yad Vashem di Gerusalemme ha conferito l'alta onorificenza dei giusti tra le nazioni ad Antonio Dalla Valle, e ai coniugi Aurelio e Aurelia Tambini e ai loro figli Vincenzo e Rosina.
Durante l'alluvione dell'Emilia-Romagna del maggio 2023, si sono registrati ripetuti allagamenti a Bagnacavallo, in particolare nelle località di Boncellino, Traversara e Villanova. Nelle alluvioni che hanno colpito l’Emilia-Romagna nel 2024 è stata invece duramente colpita Traversara, altra frazione del comune di Bagnacavallo.

### Nella letteratura
Bagnacavallo è citata da Dante Alighieri nella Divina commedia. Il sommo poeta le dedica un sarcastico commento: Ben fa Bagnacaval che non rifiglia (Purg., XIV, 115), augurandosi l'estinzione della dinastia Malvicini e, di conseguenza, la fine del loro dominio sulla città.

### Simboli
Lo stemma e il gonfalone sono stati riconosciuti con decreto del capo del governo del 19 aprile 1928.
Il motto latino si traduce
"Entro malato, esco Cillaro", ovvero: "Entro (in acqua) malato, ne esco guarito e forte": Cillaro era infatti il nome attribuito al destriero dei Dioscuri e fa riferimento alla leggenda secondo la quale nel comune sgorgava una fonte risanatrice per i cavalli. Lo stemma  era già in uso in epoca pontificia e nel XIX secolo era adornato da una testa di cavallo come cimiero e un fastigio di bandiere bianche e rosse attorno allo scudo.
Il gonfalone è un drappo partito di bianco e di rosso.

## Monumenti e luoghi d'interesse

Il "Castellaccio" o Palazzo Papini.

Bagnacavallo ha un centro storico ben conservato dal tipico impianto radiale risalente al medioevo, con numerosi palazzi perlopiù seicenteschi e settecenteschi, appartenuti a nobili casate, molti dei quali conservano ancora oggi pregevoli affreschi e pitture a tempera. Oltre ai monumenti, uno degli edifici più caratteristici è una storica piazza, Piazza Nuova.
- Piazza Nuova - Piazza settecentesca a forma ellittica. È circondata da un portico costituito da trenta archi a tutto sesto che poggiano su pilastri squadrati con muratura a vista. Fu edificata nel 1758 come luogo per la vendita e la contrattazione delle merci, sede per macellerie, pescherie e botteghe dell'olio. Antesignana dei moderni centri commerciali, è oggi il monumento più caratteristico di Bagnacavallo.
- Il Castellaccio - Il palazzo fatto costruire da una famiglia di signori locali, i Malvicini. Per la sua caratteristica di essere una costruzione fortificata, porta questo nome. Edificato nel XV secolo, è il palazzo più antico di Bagnacavallo.
- Piazza della Libertà - La piazza centrale del paese, su cui si affacciano la chiesa arcipretale, il settecentesco palazzo comunale ed il teatro Carlo Goldoni, intitolato al famoso commediografo. Il padre Giulio, medico, esercitò la professione a Bagnacavallo dal 1729 al gennaio 1731, quando morì all'età di 48 anni. È sepolto nella chiesa di S. Girolamo. Il figlio Carlo abitò con la famiglia in via Tomaso Garzoni dall'ottobre 1730 al marzo 1731[31].
- Sempre nella piazza svetta l'elegante Torre Civica, eretta alla metà del XIII secolo, cui più tardi è stato aggiunto l'orologio. Per diversi secoli il piano inferiore della torre venne utilizzato come prigione; probabilmente il detenuto più famoso è stato il brigante Stefano Pelloni, noto come Il Passatore, qui imprigionato nel 1849.
- Convento di San Francesco, risalente al XIII secolo, è l'edificio conventuale di più antica fondazione della città. Il complesso comprende la chiesa e il grande convento: al suo interno l'ex refettorio "Sala Oriani", il chiostro settecentesco, lo scalone monumentale, le sale del primo piano utilizzate come spazi espositivi, i sotterranei e il "solaio grande" detto anche "Sala delle Capriate". Di proprietà statale, è stato ristrutturato alla fine degli anni novanta e destinato ad ospitare eventi ed attrezzato come struttura turistico-alberghiera.

### Architetture religiose

Facciata della Pieve di San Pietro in Sylvis.

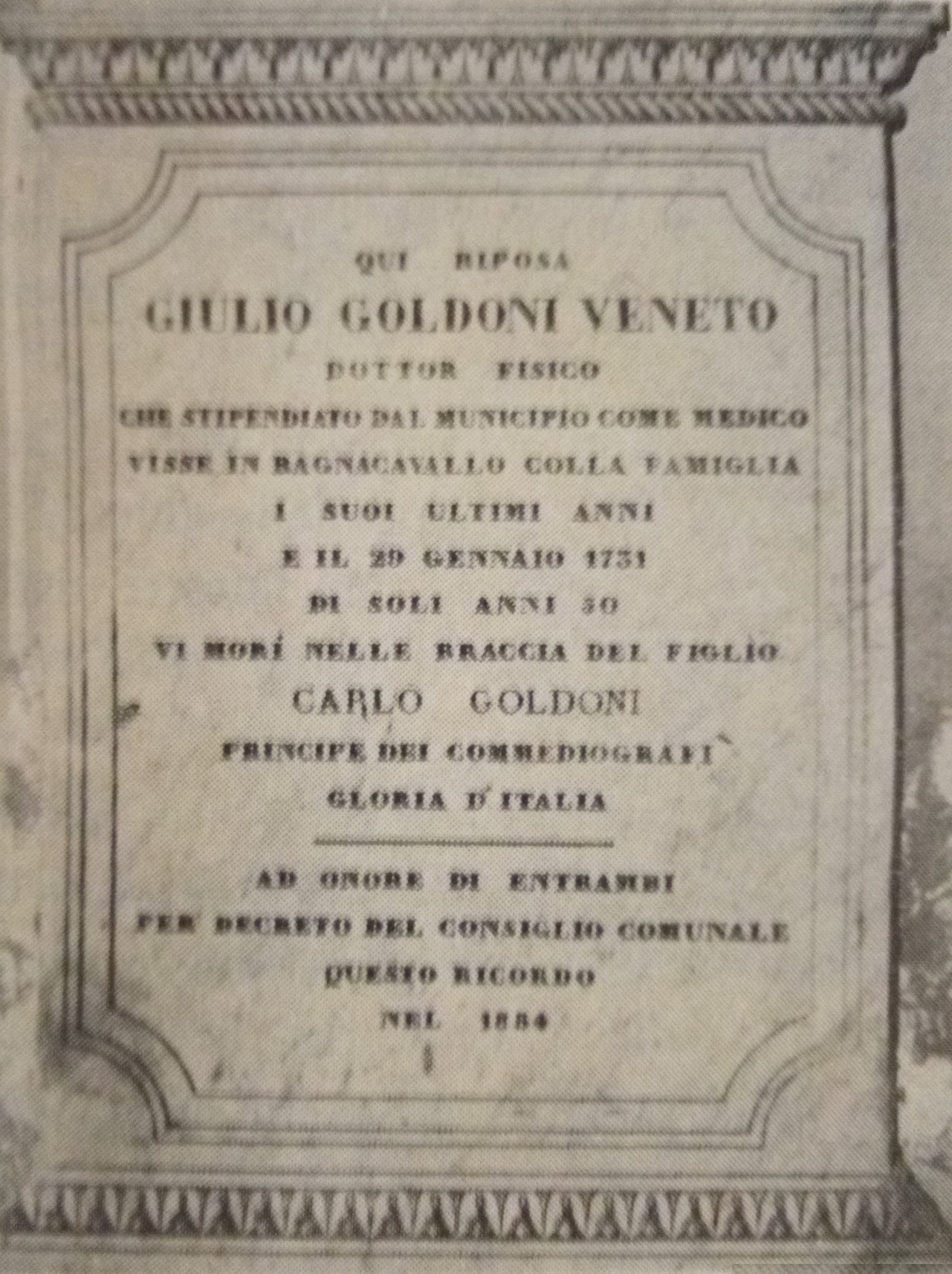
Lapide tombale di Giulio Goldoni, sepolto nella Chiesa di San Girolamo.

- Pieve di San Pietro in Sylvis, sita a un chilometro ad ovest del paese, si trovava sul cardine massimo della centuriazione faentina, in un luogo già frequentato in epoca romana per la presenza di acque salubri. È il più antico esempio dell'architettura esarcale o protoromanica, prende i suoi ritmi dalle grandi basiliche ravennati e quindi può datarsi agli inizi del VII secolo.
- Collegiata di San Michele Arcangelo, edificata accanto a piazza Libertà, è la chiesa principale di Bagnacavallo. Della chiesa si hanno notizie sin dal 1103. La ricostruzione della facciata venne compiuta nel 1622. L'interno è a tre navate; dell'originaria costruzione quattrocentesca è stata conservata solo l'abside poligonale con belle finestre ogivali. La chiesa è ornata da diversi dipinti di artisti bolognesi e romagnoli. Uno dei più preziosi è la pala cinquecentesca di Bartolomeo Ramenghi detto "il Bagnacavallo", raffigurante Cristo in gloria coi Santi Michele, Pietro, Giovanni Battista e Bernardino.[32]
- Chiesa di San Giovanni, di origine trecentesca fu ricostruita in stile barocco dopo il terremoto del 1688. All'interno sono notevoli le tele di Giuseppe Marchetti, pittore di scuola forlivese.

## Aree naturali
Podere Pantaleone
È un'area boschiva protetta di circa sei ettari. Fino agli anni Cinquanta il podere era una "piantata", cioè un'area coltivata con filari di alberi da frutto e viti (sorrette da pioppi neri e aceri campestri), inframmezzati da lunghe strisce di terra coltivate a grano, mais, erba medica e barbabietole.
Acquistato dal Comune, il podere è stato trasformato nel 1987 in oasi naturalistica, area di riequilibrio ecologico e ambientale.
Nel corso dei decenni la natura, lasciata crescere spontaneamente, ha dato vita a un habitat di grande interesse paesaggistico, testimonianza della vecchia campagna romagnola.
Nei campi, i pioppi neri e gli aceri campestri hanno preso il sopravvento; le radure sono diventate prati naturali, dove oggi prosperano fiori altrove estinti in pianura, come gladiolo dei campi, piè di gallo e pervinca minore.
Vi ha trovato il proprio habitat la flora tipica della Pianura padana: biancospino, prugnolo selvatico, sanguinella, sambuco nero, spino di gatta, rosa canina e corniolo.
Il podere, inoltre, è il luogo ideale per la nidificazione di molte specie di uccelli.

## Società

### Evoluzione demografica
Abitanti censiti

### Etnie e minoranze straniere
Secondo i dati ISTAT al 31 dicembre 2009 la popolazione straniera residente era di 1 383 persone. Le nazionalità maggiormente rappresentate in base alla loro percentuale sul totale della popolazione residente erano:
- Romania 416 2,49%
- Marocco 323 1,94%

### Religione
Nel comune di Bagnacavallo sono presenti otto parrocchie facenti parte della diocesi di Faenza-Modigliana.
La festa di San Michele è la ricorrenza più importante di Bagnacavallo. L'origine è molto antica, essendo ricordata in alcuni documenti già all'inizio del XIII secolo. Si celebra nell'ultima settimana di settembre. La Beata Vergine di Gerusalemme è considerata la protettrice del territorio. Si festeggia il 21 novembre.
La pieve di Bagnacavallo, intitolata a San Pietro in Sylvis, sorse nel VII secolo. È una delle pievi più antiche del territorio. 

Dopo l'anno Mille giunsero a Bagnacavallo molti ordini monastici. I primi furono i Francescani che, nella seconda metà del XIII secolo s'insediarono a sud del paese fuori della cinta muraria (com'era loro uso). Forse coevo è quello dei Camaldolesi, intitolato a San Giovanni Battista. Di essi non è noto l'anno d'insediamento: si sa che il monastero fu ampliato nel 1336 sotto la direzione di fra Leonardo Brusamolini. Del convento delle monache clarisse, fondato presso Porta Pieve, si ha memoria sin dall'inizio del XIV secolo. Alla metà del XVI secolo giunsero i Carmelitani, che si stabilirono sulla via che conduce a Faenza (1568).  
Successivamente si assistette all'insediamento dei frati Cappuccini: prima gli uomini (fra il 1583 ed il 1589), poi le donne (nel 1753, convento intitolato a San Girolamo). Anche i Gesuiti ebbero una propria sede a Bagnacavallo; alla fine del XVII secolo fondarono un istituto d'istruzione per i figli della classe dirigente locale. Il collegio gesuitico venne riconvertito in scuola pubblica dopo il 1773, anno della soppressione dell'Ordine. Con l'invasione napoleonica, tutti i conventi vennero espropriati (1798). Una particolare sfortuna toccò ai Carmelitani, che pochi decenni prima erano riusciti a trasferirsi dentro le mura in un nuovo convento (la loro chiesa, sita sulla Strada maestra, era stata ultimata nel 1759). Successivamente chiesa fu eretta a parrocchia e venne affidata al clero diocesano. La vita monastica rinacque dopo la parentesi napoleonica. Nel 1816 le monache Cappuccine, guidate da suor Marianna Fabbri, riuscirono ad acquistare il monastero di San Giovanni Battista, che dal demanio era stato ceduto a un privato. Dal 1819 al 1842 gestirono anche un educandato per fanciulle nobili. Nell'educandato visse gli ultimi tredici mesi della sua breve vita la piccola Allegra (1817-1822), figlia del poeta inglese George Gordon Byron. Nel 1866-67 le leggi sull'eversione dell'asse ecclesiastico segnarono la fine di tutti gli ordini religiosi a Bagnacavallo. I beni mobili della Chiesa furono requisiti e messi in vendita, i beni immobli furono incamerati. Nuove destinazioni dei conventi furono: 
- Complesso francescano: scuole pubbliche;
- Convento delle suore Cappuccine: ospedale civile;
- Carmelitani: orfanotrofio;
- Gli edifici di Clarisse e Gesuiti vennero concessi ai privati.

Solo le suore Cappuccine di San Girolamo poterono ritornare nel loro convento, dove rimasero fino al 1969. Nel 1960 un sacerdote diocesano scoprì l'esistenza, all'interno del loro monastero, di un'opera pittorica di pregevole fattura. Il dipinto, una Madonna col bambino, era sfuggito fortunosamente al saccheggio napoleonico. Inizialmente si pensò a un autore cinquecentesco di scuola leonardesca. Fu il grande storico dell'arte Roberto Longhi ad attribuire la paternità dell'opera all'incisore tedesco Albrecht Dürer (1471-1528). Conosciuta come Madonna del Patrocinio, o Madonna di Bagnacavallo, è conservata nella villa appartenuta a Luigi Magnani (1906-1984), a Traversetolo (PR), oggi sede della Fondazione Magnani-Rocca.

## Cultura

### Musei e biblioteca

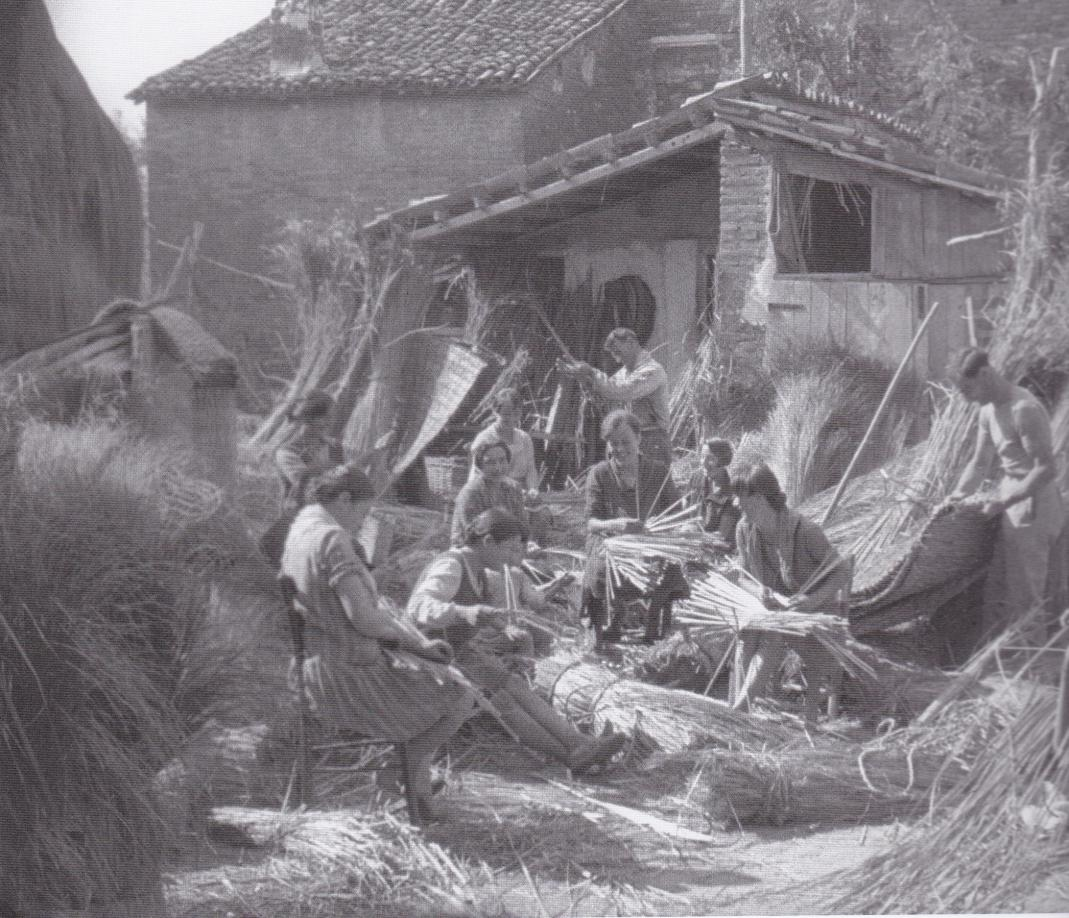
Villanova di Bagnacavallo, la lavorazione dell'erba palustre (1927-1929).

#### Museo civico delle Cappuccine
Sito nell'ex convento delle Cappuccine di San Girolamo (1753-1969), l'edificio fu acquistato dal Comune nel 1970, dopo la partenza delle monache da Bagnacavallo. Inizialmente vi fu allestito il Museo civico delle Cappuccine, insieme alla Pinacoteca ed alla Galleria d'arte moderna e contemporanea. La struttura fu inaugurata il 25 settembre 1976.
La Pinacoteca conserva diverse interessanti opere, tra le quali è la grande pala con la Madonna col Bambino in trono e santi, attribuita al bagnacavallese Bartolomeo Ramenghi (inizio XVI sec.) e il piccolo Sposalizio Mistico di Santa Caterina, dipinto destinato alla devozione privata assegnabile a Girolamo Marchesi da Cotignola. La Pietà e i Santi Pier Crisologo, Girolamo, Maddalena, Francesco, Giovanni Battista, Bartolomeo firmata da un sottile e arguto interprete baroccesco, il marchigiano Andrea Lilli e datato 1596, proviene dalla chiesa dei Cappuccini e, originariamente da quella dello stesso ordine ad Imola. Si può ammirare anche un'Adorazione dei Pastori dell'inquieto e interessante pittore tardo-manierista Ferraù Fenzoni.
Tra le raccolte d'arte spicca il Gabinetto delle stampe antiche e moderne, una collezione di opere incisorie che documenta l'attività artistica di ben 1.480 incisori italiani. Sono presenti opere di Ennio Calabria, Aligi Sassu, Ernesto Treccani, Dolores Sella, Remo Wolf e Leonardo Castellani. Fondata nel 1990 con l'importante lascito delle incisioni del cavaliere Emilio Ferroni, la collezione nel 2020 ha raggiunto il tetto delle 12 500 opere conservate.

#### Biblioteca civica
È intitolata sin dal 1834 al benemerito Giuseppe Taroni, che donò al comune l'intera sua libreria, composta da circa 6.000 volumi.
La biblioteca comprende anche l'Archivio storico e il Fondo antico. Il Fondo antico è composto da 17.538 volumi tra manoscritti e libri a stampa pubblicati tra il 1471 e il 1830. Tra questi si segnalano 7 corali miniati (di cui tre del 1265 circa), 61 incunaboli (tra cui una Bibbia veneziana del 1484) e 1 185 cinquecentine. Tra esse, una grammatica aldina del 1514. Oltre al Fondo antico, vanno annoverati alcuni fondi speciali intitolati a noti personaggi originari di Bagnacavallo. Tra essi, il Fondo Tommaso Garzoni, contenente l'editio princeps della Piazza universale (Venezia, 1585), il Fondo Pietro Bubani, il Fondo Leo Longanesi e il Fondo musicale antico, comprendente 104 spartiti storici (tra cui alcune musiche di Claudio Merulo).

#### Ecomuseo della civiltà palustre
Si trova a Villanova, frazione situata lungo l'argine sinistro del fiume Lamone. Un tempo la zona attorno a Villanova era molto vicina alla Valle Padusa. Vi crescevano spontaneamente varie specie di erbe palustri. Gli abitanti dapprima impararono ad utilizzarle per costruire capanne; poi nacque un fiorente artigianato: graticci, stuoie, sedie, gabbie per uccelli, scarpe, ma anche soffitti a volta. L'attività è continuata fino alla metà del XX secolo. Il museo serve a conservare la memoria di questo passato: comprende una raccolta (allestita nelle ex scuole) di circa 2.500 reperti riguardanti la vita negli ambienti umidi vallivi e un "etnoparco", cioè un allestimento di edifici costruiti con la canna palustre appositamente per l'esposizione.

### Teatro
È attiva dal 1982 la compagna «Teatro Stabile d'Arte Contemporanea» (conosciuta anche come «Accademia perduta-Romagna teatri»). Fondata da un gruppo di giovani attori locali, è impegnata nella produzione di spettacoli per ragazzi. Ha partecipato a diversi festival, nazionali e internazionali. Tra essi, "Teatralia" in Spagna, "Momix" in Francia (dove ha vinto il primo premio nel 2007) e "Theaterherbst" a Berlino. Nel 2004 I musicanti di Brema ha vinto il premio ETI 2004 come Miglior spettacolo per ragazzi.

L'associazione culturale «La Bottega dello Sguardo» è dedita alla diffusione della cultura teatrale e del territorio. Nel 2023 ha ottenuto il Premio Ubu speciale.
Cinema
Nel 1976 Giuliano Montaldo scelse Bagnacavallo per girarvi alcune scene di L'Agnese va a morire.

## Geografia antropica
L'insediamento altomedievale di Bagnacavallo si sviluppò a ridosso del fiume Senio, il cui antico corso era spostato di alcuni km ad est rispetto ad oggi. Fu scelto un punto in cui il fiume disegnava un'ampia ansa. Il luogo era favorevole poiché in presenza di meandri la corrente è più lenta e il fiume è più facilmente attraversabile. Lungo la via alzaia, che seguiva le curve del fiume, si crearono i primi addensamenti urbani. Come ogni centro medievale vi era una fortificazione a difesa del nucleo abitativo (la "cittadella"), mentre fuori delle mura vi era il luogo di mercato. L'accesso avveniva attraverso un ponte, posto nel luogo dov'è ora la piazza centrale (super pontem canalis ante rastrum Cittadelle), in direzione della pieve. La primitiva cinta muraria è ancora oggi ravvisabile in una serie di isolati che chiudono ad ovest corso Mazzini.

Torre del comune del XIII secolo, alta 40 metri.

Nella seconda metà del XIII secolo avvenne l'edificazione di una seconda cinta muraria, che inglobò la prima. Fu con questo sviluppo che Bagnacavallo assunse la forma attuale. Nel 1335 fu riedificata la rocca. La cinta difensiva non era composta solo dalle mura: vi erano anche delle torri di avvistamento, sporgenti rispetto alla linea muraria, distanziate tra di loro la misura di “un tiro di balestra”. La cittadina aveva quattro porte in muratura: la Superiore (verso Sud), l'Inferiore (verso Nord), la Bulgarella (poi San Domenico) e Porta San Pietro. Quest'ultima, collocata ad ovest (cioè verso la pieve) era la più importante. La Porta di San Domenico, invece, era rivolta verso il Lamone, distante circa 4 km. Nel XIV secolo fu colmato il Canale dei molini, che attraversava il paese da sud a nord. In seguito verrà riutilizzato come fognatura cittadina.
Sin dal Basso Medioevo la piazza centrale era l'elemento catalizzatore della vita urbana. Attorno ad essa furono costruiti i palazzi principali. Il Palazzo comunale risale alla seconda metà del Duecento e fu eretto dai Bolognesi. Perpendicolarmente ad esso fu costruito il Palazzo dei notai, che inglobava la Torre civica. Entrambi nacquero come fortilizi, poi col passare dei secoli persero la loro natura difensiva. Il terzo edificio importante della piazza fu Palazzo Brandolini. Edificato dalla potente famiglia veneta alla fine del XV secolo nacque come edificio civile, poiché non era più necessaria una funzione difensiva. Appartengono allo stesso periodo i portici, che si svilupparono dapprima lungo la Strada maestra. Lungo i portici si insediarono le botteghe del paese.
Grazie all'assenza di guerre che caratterizzò i secoli XVI e XVII, tutte le strutture fortificate, non avendo più ragione di essere, furono riconvertite. Sulle rovine della rocca venne costruito il convento dei Carmelitani; la cinta di mura fu inglobata nell'edificazione e i fossati, appianati, furono destinati alla coltivazione. 
All'inizio del XVIII secolo Bagnacavallo manteneva lo stesso impianto urbano di tre secoli prima. Il Settecento fu un secolo di modernizzazione. Venne realizzata una seconda area commerciale, oltre a quella già esistente in centro: in un'area a sud-est del paese fu edificata Piazza Nuova. Nella parte est di Bagnacavallo (nell'area dell'attuale Largo De Gasperi) fu costruita la darsena del canale Naviglio, un'opera finanziata dal conte faentino Scipione Zanelli avente lo scopo di trasportare le merci via acqua dalla città manfreda al fiume Reno (e quindi al mare Adriatico). Le merci (cereali, farine, legname, erbe palustri e vino) erano caricate su chiatte e con la pratica dell'alaggio erano trascinate, dalle sponde, da coppie di cavalli. La Darsena serviva come luogo di sosta per il carico-scarico delle barche.  Oltre alla darsena, vennero realizzati un mulino idraulico e i magazzini di stoccaggio. Il macello pubblico e il relativo mercato del pesce furono trasferiti in prossimità di Piazza Nuova.

Allo scopo di esaltare gli elementi più rappresentativi della città, Porta Superiore, che aveva ormai sostituito Porta S. Pietro come via di accesso principale del paese, venne ricostruita nella forma di Arco di trionfo. Il tratto della Strada maestra che si dipana dalla nuova Porta fin verso la piazza centrale venne abbellito dalla costruzione di nuovi palazzi. La piazza stessa fu allargata quadruplicandone le dimensioni. I nuovi spazi si ottennero dall'abbattimento di palazzo Brandolini e del palazzo dei Notai. Il nuovo palazzo comunale fu edificato a partire dal 1785 con la supervisione di Cosimo Morelli.
Nel secolo seguente la sistemazione della nuova piazza fu completata con l'edificazione del Teatro Goldoni, su progetto dell'architetto Antolini di Bologna (1840-44). A differenza della vecchia piazza, orientata in direzione sud-nord, la nuova piazza mostrò un asse decisamente orientato ad Est, cioè verso Ravenna, i cui collegamenti furono facilitati dalla realizzazione di un ponte permanente sul Lamone. Alla fine del XIX secolo l'abbattimento definitivo delle mura sancì l'inizio dell'edificazione di nuove abitazioni al di fuori del vecchio perimetro. Un'altra spinta all'allargamento della città fu data dal collegamento ferroviario (linea Ravenna-Faenza). I nuovi spazi ricavati dall'abbattimento della cinta muraria vennero utilizzati per l'apertura delle strade di circonvallazione.
L'ultima trasformazione di una certa rilevanza fu il tombinamento del Canale Naviglio, ormai non più navigabile, effettuato nei primi decenni del XX secolo.

## Economia
L'economia si regge prevalentemente sulla piccola e media impresa e sull'agricoltura. I terreni sono occupati da coltivazioni di grano e granoturco, da frutteti (peschi, prugni, peri e meli) e da vigneti. In città sono presenti anche grossi stabilimenti per la commercializzazione e la conservazione della frutta e per la produzione di vino.
Bagnacavallo è zona di produzione di un vino autoctono, il Bursôn. Il vitigno fu impiantato nel secondo dopoguerra nella frazione Boncellino da Antonio Longanesi (1921-2020), che lo salvò dall'estinzione. Bursôn è il soprannome romagnolo della famiglia Longanesi. Dal 2000 l'Uva Longanesi è iscritta al Registro delle Varietà. Nel 2013 Longanesi ottenne l'onorificenza di Cavaliere della Repubblica.
Per quanto riguarda l'artigianato, Bagnacavallo è rinomata soprattutto per i laboratori di intrecciatori di vimini, di giunchi, e per la lavorazione del ferro battuto.

## Infrastrutture e trasporti

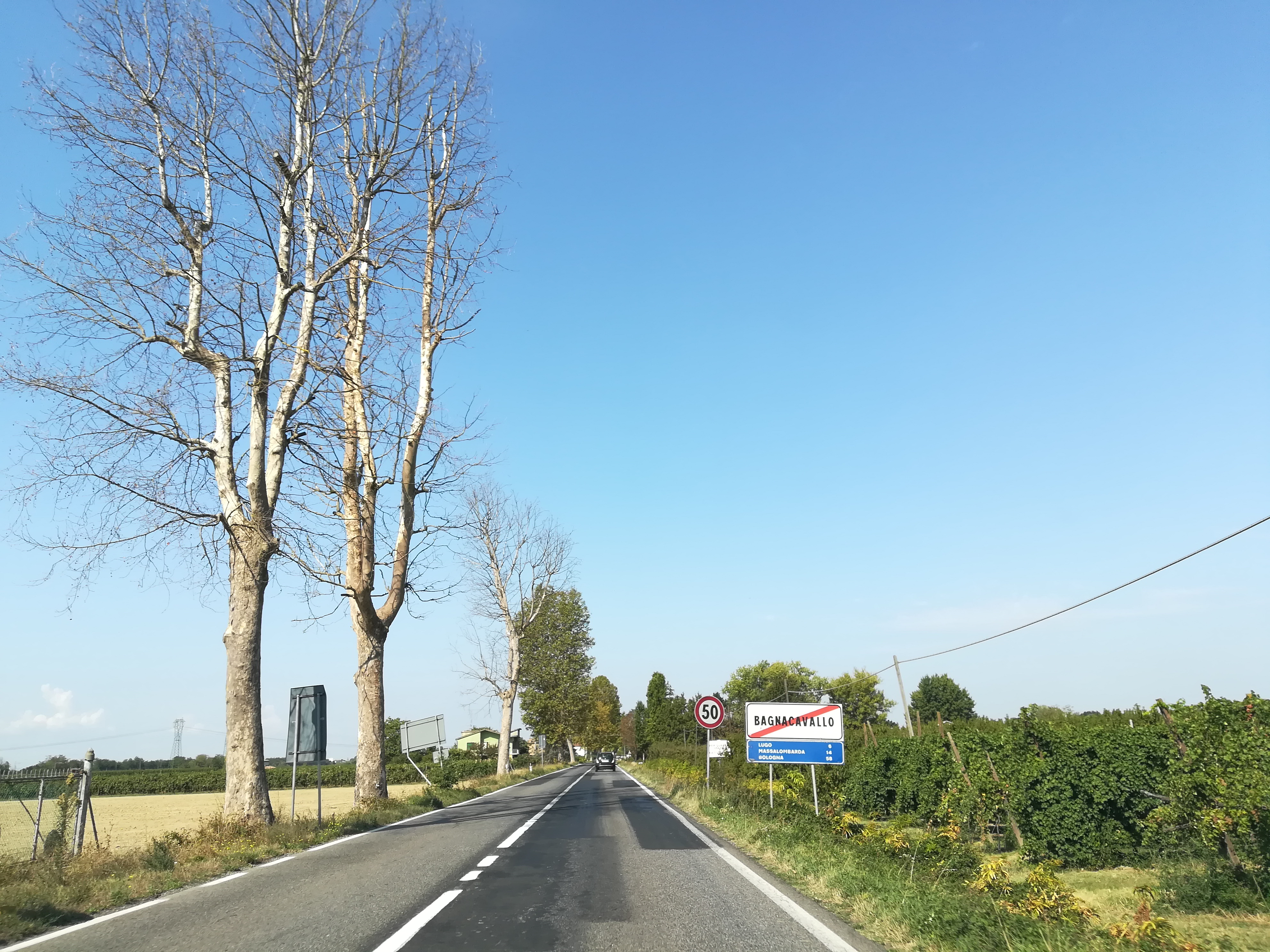
Un tratto della SP 253 nel territorio di Bagnacavallo.

### Strade
Bagnacavallo è attraversata dalla strada provinciale 253.

Il casello autostradale più vicino è quello di Cotignola (distante 10 km circa) sull'A14. L'autostrada ha una diramazione per Ravenna, il cui ingresso è libero. Bagnacavallo ha una propria uscita vicino al centro abitato.

### Ferrovie
La cittadina è servita dalla stazione ferroviaria posta lungo la linea Castelbolognese-Ravenna.
La frazione di Glorie è servita dall'omonima fermata posta lungo la linea Ferrara-Rimini.

## Amministrazione

### Sindaci dal 1946
| Periodo         | Periodo          | Primo cittadino   | Partito                                                    | Carica                  | Note                                                             |
| --------------- | ---------------- | ----------------- | ---------------------------------------------------------- | ----------------------- | ---------------------------------------------------------------- |
| 31 marzo 1946   | 8 febbraio 1947  | Giovanni Minguzzi | Partito comunista italiano                                 | Sindaco                 |                                                                  |
| 9 febbraio 1947 | 25 marzo 1950    | Tullio Martini    | PCI                                                        | Sindaco                 |                                                                  |
| 26 marzo 1950   | 12 giugno 1950   | Giuseppe Melandri | Partito socialista italiano                                | Sindaco                 |                                                                  |
| 12 giugno 1950  | 27 maggio 1951   | Antonio Vannoni   | PCI                                                        | Sindaco                 |                                                                  |
| 27 maggio 1951  | 27 maggio 1956   | Giuseppe Brusa    | Democrazia cristiana                                       | Sindaco                 |                                                                  |
| 27 maggio 1956  | 26 maggio 1957   |                   |                                                            | Commissario prefettizio | [ 51 ]                                                           |
| 26 maggio 1957  | 23 novembre 1965 | Tullio Martini    | PCI                                                        | Sindaco                 | 2ª volta. Confermato nel 1961. Dimissioni della Giunta nel 1965. |
| 7 dicembre 1965 | 12 giugno 1966   | Luigi Baroni      | PSI                                                        | Sindaco                 |                                                                  |
| 12 giugno 1966  | 5 maggio 1969    | Tullio Martini    | PCI                                                        | Sindaco                 | 3ª volta. Dimissionario.                                         |
| 6 maggio 1969   | 1978             | Mario Giacomoni   | PCI                                                        | Sindaco                 | Confermato 1971 e 1976.                                          |
| 1978            | 9 luglio 1985    | Ubaldo Gulminelli | Partito Socialista Italiano                                | Sindaco                 | Confermato nel 1981                                              |
| 10 luglio 1985  | 15 luglio 1990   | Giancarlo Fenati  | Partito Comunista Italiano                                 | Sindaco                 |                                                                  |
| 16 luglio 1990  | 25 aprile 1995   | Mario Mazzotti    | Partito Comunista Italiano                                 | Sindaco                 | Ultimo sindaco eletto dal consiglio comunale                     |
| 26 aprile 1995  | 14 giugno 2004   | Mario Mazzotti    | Partito Democratico della Sinistra Democratici di Sinistra | Sindaco                 | Confermato il 14 giugno 1999.                                    |
| 14 giugno 2004  | 25 maggio 2014   | Laura Rossi       | Democratici di Sinistra Partito Democratico                | Sindaco                 | Confermata il 7 giugno 2009.                                     |
| 25 maggio 2014  | 11 giugno 2024   | Eleonora Proni    | Partito Democratico                                        | Sindaco                 | Confermata il 26 maggio 2019.                                    |
| 11 giugno 2024  | in carica        | Matteo Giacomoni  | Partito Democratico                                        | Sindaco                 |                                                                  |

### Gemellaggi
- Neresheim, dal 1994
- Strzyżów, dal 2006
- Aix-en-Othe, dal 2012

Ha rapporti d'amicizia con:
- Stone, dal 2004
- Pollutri, dal 2019

Ha rapporti di conoscenza e solidarietà con:
- Rădăuți

### Altre informazioni amministrative
I comuni di Bagnacavallo, Alfonsine, Bagnara di Romagna, Conselice, Cotignola, Fusignano, Lugo, Massa Lombarda e Sant'Agata sul Santerno, formano insieme l'Unione dei comuni della Bassa Romagna.

## Sport
Il comune ha una lunga tradizione nel pallone col bracciale, l'unico sport di squadra nato e cresciuto in Italia.
Derivato direttamente dal pallone col bracciale è il tamburello. La «Fulgur Bagnacavallo» è la squadra più blasonata in questo sport nella Bassa Romagna. Nata nel 1906, ha al suo attivo diversi titoli, conquistati nel settore giovanile. La società disputa le partite in casa in un moderno sferisterio, all'aperto, con fondo in polvere di frantoio.